# Cherry Peel
Albums de of Montreal
création du groupe
(1996) The Bedside Drama: A Petite Tragedy
(1998)
Cherry Peel est le premier album studio du groupe d'Athens of Montreal, membre du collectif Elephant 6. Il fut distribué par Bar/None Records en 1997. En 1999, il fut redistribué avec des pistes additionnelles incluant des remixs et des nouveaux morceaux. Toutes les chansons sont écrites par Kevin Barnes.

## Liste des titres
Toutes les pistes ont été écrites et composées par Kevin Barnes.
1. Everything Disappears When You Come Around – 2:33
2. Baby – 2:31
3. I Can't Stop Your Memory – 3:25
4. When You're Loved Like You Are – 2:33
5. Don't Ask Me to Explain – 2:46
6. In Dreams I Dance with You – 2:05
7. Sleeping in the Beetle Bug – 2:18
8. Tim I Wish You Were Born a Girl – 1:46
9. Montreal – 2:30
10. This Feeling (Derek's Theme) – 2:42
11. I Was Watching Your Eyes – 1:51
12. Springtime Is the Season – 2:13
13. At Night Trees Aren't Sleeping – 1:49
14. You've Got a Gift – 4:50

## Crédits
- Derek Almstead - batterie, chœurs
- Bryan Poole - basse, guitare, chœurs
- Kevin Barnes - guitare,  chant